# Albert Laponneraye
Albert Laponneraye, född 8 maj 1808 i Tours, död 1 september 1849 i Marseille, var en fransk socialist, journalist och historiker. Han utgav flera av Robespierres skrifter. Tillsammans med bland andra Philippe Buonarroti, Théodore Dézamy, Richard Lahautière och Jean-Jacques Pillot tillhörde han nybabouvismen.